# Théâtre en plein air

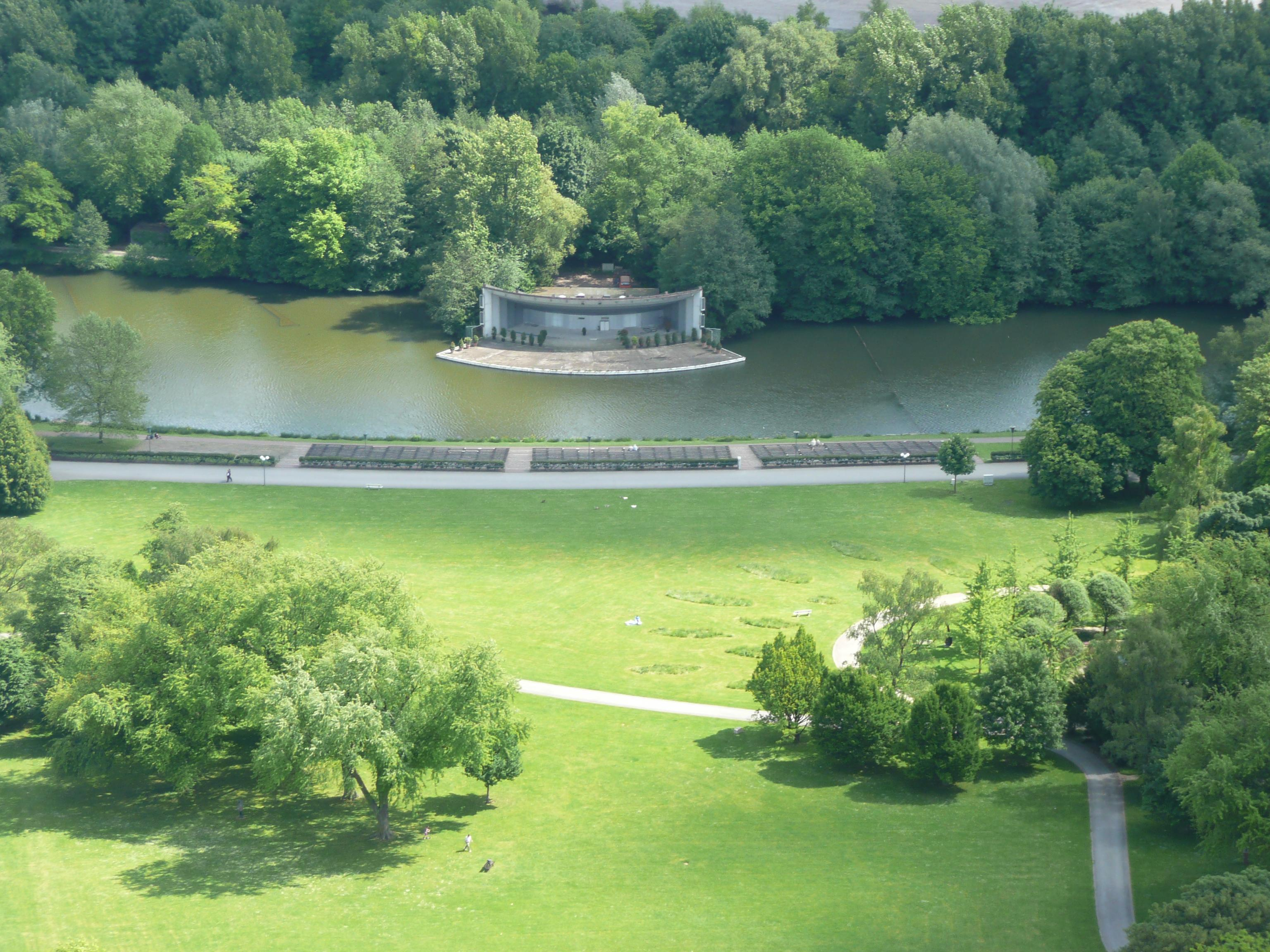
Seebühne dans le Westfalenpark Dortmund.

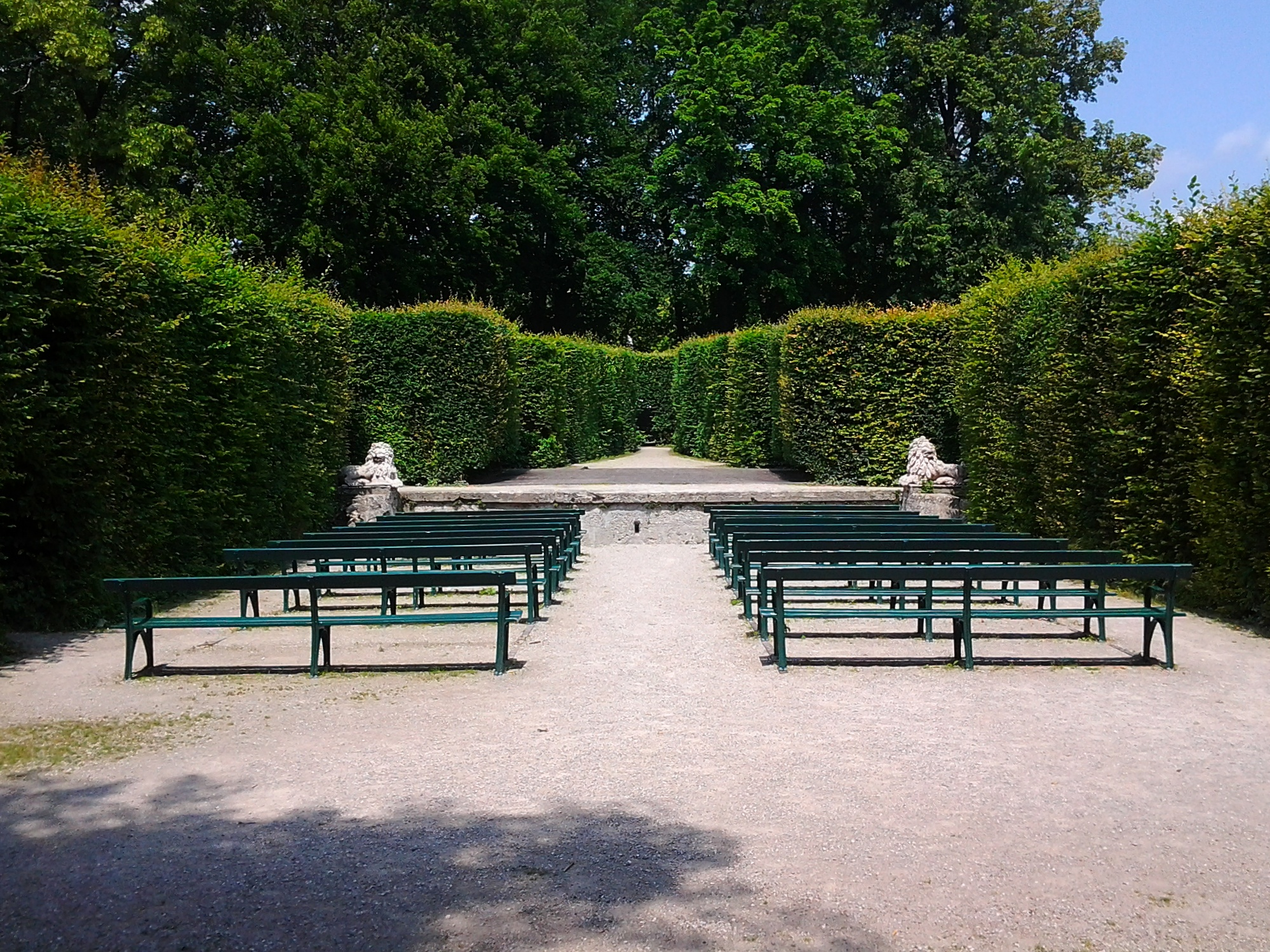
Théâtre de haie dans les jardins baroques de Mirabell.

Une scène en plein air, également appelée théâtre en plein air, théâtre en plein air ou théâtre en plein air, est un système de théâtre dans lequel l'auditorium et la scène sont en plein air. De l'Antiquité européenne au Moyen Âge, le théâtre se déroulait généralement en plein air. Avec leurs installations pour spectateurs (amphithéâtre), la plupart du temps grandes et s'élevant en amphithéâtre, les scènes sont caractérisées par le paysage naturel ou incluent l'architecture (palais, châteaux). L'environnement local n'étant que peu adapté structurellement, la forme de l'étape simultanée est préférée ,,. Aujourd'hui, des scènes historiques et nouvelles en plein air, saisonnièrement avec un caractère de festival d'été, sont utilisées pour des représentations théâtrales ou musicales (pièces en plein air).

## Histoire
Toutes les formes archétypales et primitives de théâtre se déroulent en plein air, dans les premières hautes cultures d'Europe déjà sous la forme d'installations de spectateurs partiellement très grandes (amphithéâtre) insérées dans le paysage avec une salle d'exposition centrale (arène), plus tard avec des installations fixes, structures scéniques frontales. Au Moyen Âge, l'espace urbain, souvent des places de marché, forme une toile de fond civique pour l'expansion des formes de représentation des sujets religieux.
À l'époque baroque, la nature est à nouveau intégrée au théâtre de plein air : des espaces scéniques sont créés dans les jardins baroques, avec des haies taillées en toile de fond. Un exemple de ceci est le théâtre de jardin du Grand Jardin à Herrenhausen. Des sculptures allégoriques ou des putti sont souvent ajoutés comme accessoires à ces théâtres de parc, de jardin, de haie ou de nature. Des ruines artificielles ou des grottes servent souvent de décors à de telles installations.
Les premiers théâtres en plein air tels que nous les entendons aujourd'hui voient le jour dans les années 1860, après la redécouverte de traditions telles que les pièces folkloriques suisses ou le jeu passion d'Oberammergau en tant qu'événements culturels. Il y a un véritable mouvement de théâtre en plein air dans les pays germanophones avec un grand nombre de nouvelles fondations entre les années 1900 et 1930. Le pionnier est Ernst Wachler avec son Bergtheater Thale, fondé en 1903, qui est toujours en activité aujourd'hui.
En particulier dans le sud-ouest de l'Allemagne, de nombreuses associations de théâtre amateur se sont regroupées pour organiser des festivals d'été en plein air, dont certains existent aujourd'hui (par exemple, l'Ötigheimer Volksschauspiele depuis 1906). Mais le théâtre professionnel trouve une forme particulière dans l'espace en plein air, par exemple, la pièce « Jederman » d'Hugo von Hofmannsthal, mise en scène pour la première fois en plein air par Max Reinhardt en 1920 sur la Domplatz de Salzbourg, qui est encore aujourd'hui une partie importante du Festival de Salzbourg.

## Manifestations
En France, le Festival international de théâtre de rue à Aurillac comporte de nombreuses représentations de plein air.